# Autoportrait en apôtre Paul
L'Autoportrait en Apôtre Paul est un autoportrait de Rembrandt, daté de 1661. Cette huile sur toile de 91 cm de haut et de 77 cm de large appartient à une série d'autoportraits montrant le vieillissement du peintre. Le tableau se trouve dans les collections du Rijksmuseum à Amsterdam.
Il s'inscrit dans la série des 80 autoportraits réalisés par Rembrandt.

## Description
Le tableau montre Rembrandt  vêtu de sombre, sur un fond également sombre. Seule la partie supérieure gauche, où la signature est apposée, est plus claire. Le turban blanc dont il est coiffé est la partie la plus brillante de la toile. Rembrandt tient dans sa main un exemplaire de l'Ancien Testament, dont les lettres sont en hébreu. Le livre est le premier attribut de Paul de Tarse. L'épée, avec laquelle il combat pour sa foi et avec laquelle il a été exécuté, est le second. Seul son pommeau est représenté.

## Sens et portée
Paul était l'un des principaux apôtres. Il prêche en Orient. Dans son enseignement, il met le bonheur de l'homme dans sa libération dans l'amour de Dieu et non dans l'observation des lois, doctrine que la Réforme de Luther reprendra. En se représentant en l'apôtre Paul, Rembrandt montre également l'imperfection de sa propre vie, et reconnaît qu'il dépend de la grâce de Dieu.
Dans ce tableau, Rembrandt représente une bible imprimée en caractères hébraïques, comme il l’avait déjà fait dans son œuvre « Vieille femme lisant (La Mère de l’artiste) », en 1631.
Lorsqu’il peint cet Autoportrait en St Paul, en 1661, le temps de son grand succès est un peu révolu, comme le fait remarquer Annemarie Veld Heijn . Toutefois les syndics des drapiers d’Amsterdam viennent ensuite lui demander de peindre leur portrait (1662). Et il contribuera aussi ultérieurement à la décoration de la mairie d’Amsterdam. D’autres chefs-d’œuvre de Rembrandt suivront en outre cet Autoportrait en Saint Paul.